# 沸騰水型原子炉

沸騰水型原子炉の仕組み

沸騰水型原子炉（ふっとうすいがたげんしろ、英: Boiling Water Reactor、BWR）は、核燃料を用いた原子炉のうち、純度の高い水が減速材と一次冷却材を兼ね、低濃縮ウランを燃料に用いる軽水炉の一種である。

## 概要
核分裂反応によって生じた熱エネルギーで軽水を沸騰させ、高温・高圧の蒸気として取り出す原子炉であり、発電炉として広く用いられている。炉心で取り出された汽水混合流の蒸気は汽水分離器、蒸気乾燥器を経てタービン発電機に送られ電力を生ずる。原子炉としては単純な構造であるが、炉心で核燃料に接触した水の蒸気を直接タービンに導くことから、タービンや復水器、蒸気配管などが放射能汚染され、耐用年数終了時に発生する放射性廃棄物が加圧水型原子炉（PWR）より多くなり、廃炉コストが嵩む可能性が高い。また、その汚染のため作業員の被曝量が加圧水型原子炉よりも多い。
発電に利用された蒸気は放射性を帯びているため、蒸気を回収し再循環させるだけでなく、タービン建屋（たてや）など、これに関わる全ての系を堅牢に遮蔽することで、放射能が外部に漏れることを防いでいる。主に蒸気によるシールで遮蔽しているが、その蒸気は重油を燃焼させたり、電気を利用して発生させている。
外部からの核分裂反応の制御は、主に制御棒の操作や冷却材流量の増減で行われ、冷却材喪失事故時には非常用炉心冷却装置（ECCS）を動作させる。
日本における商用炉では、東北電力、東京電力、中部電力、北陸電力、中国電力各社の全原子力発電所、日本原子力発電の東海第二発電所、および同社の敦賀発電所の1号機（同発電所の2号機は加圧水型）で、沸騰水型を採用している。
戦後の技術導入の経緯から、東京電力は沸騰水型原子炉（BWR）を、関西電力は加圧水型原子炉（PWR）を、それぞれ原子力発電所の基本設計として採用し、現在に至る。
2006年（平成18年）末時点では、世界の軽水炉のうち、加圧水型原子炉が74 %、沸騰水型原子炉が26 %を占めており、シェアでは劣っている。

## BWRの自己制御性
BWRにおいて、何らかの原因で核分裂反応が増大すると、それに伴って発生する熱エネルギーも増大する。BWRの冷却材は原子炉内で沸騰しているので、増大する熱エネルギーに比例して冷却材中の蒸気の泡（ボイド）の量も増えてゆく。これは結果として冷却材の密度を低下させるが、軽水炉の冷却材は減速材でもあるため、冷却材の密度が減ると減速される中性子が少なくなり、そのため核分裂反応が減少していく。逆に核分裂反応が減少すると熱エネルギーが減って蒸気泡が減り、減速される中性子量が増えていくため、核分裂反応が増えていく。このような現象は負の反応度係数によるフィードバックといい、BWR固有の自己制御性であり、核分裂反応の極端な増減を自ら抑えている。
BWRでは、この自己制御性を利用して原子炉出力の短期的な制御を行っている。すなわち原子炉出力を上げたい時は冷却材再循環ポンプの出力を上げる。すると原子炉内を循環する冷却材の流量が増え、運び出される熱量が多くなる結果として蒸気泡の量が少なくなり、原子炉出力が上昇する。逆に原子炉出力を下げたい時は再循環ポンプの出力を下げると蒸気泡が多くなって原子炉出力が低下する。
ちなみに、負荷が増えると原子炉の温度が下がり、泡が減るため核分裂が増加するので、「負荷追従運転 」が可能であるが、日本国内では行われていない。
なお、主蒸気隔離弁が誤閉鎖し、主蒸気の流れが遮断され原子炉圧力が急上昇した場合などには蒸気の流出が減るため原子炉圧力が上昇し、ボイドがつぶれて正の反応度が添加され中性子束が上昇する事がある。
しかし、実際の原子炉は、正の反応度係数によるフィードバックの影響を抑制し、最大出力時に主蒸気隔離弁を急閉しても暴走しない（臨界事故に至らない）よう設計されている。具体的には主蒸気隔離弁が10 %位置まで閉鎖されると、原子炉保護系が原子炉の自動停止信号を発し、原子炉がスクラム停止するようになっている。また、主蒸気管のヘッダーにこの急な圧力上昇を防ぐため逃し安全弁が数多く取り付けられている。

## ABWR
日立GEニュークリア・エナジー（日立製作所とゼネラル・エレクトリック（GE）両社の原子力事業統合会社）と東芝エネルギーシステムズは大型化を目指すためBWRを改良して「改良型沸騰水型軽水炉]（Advanced BWR）を製作した。

### 改良点
- インターナルポンプ…これは、以前より欧州のBWRで採用されている。一次冷却材損失確率の低下を目的とする。
- 改良型制御棒駆動（水圧駆動→水圧+電動駆動）
  - 上記の2設備については以前より欧州のBWRで採用されており、ABWRはこれら使用実績のあるものを採り入れたものである。
- 主蒸気流量制限器
- 非常用炉心冷却装置（ECCS）
- 鉄筋コンクリート製原子炉格納容器
- タービンの大型化
- 湿分分離加熱器
- デジタル技術及び新型中央制御盤
- 燃料に全てMOX燃料が使用できる

## 単純型沸騰軽水冷却水炉
GEとシーメンスは単純化を目指すためBWRを改良して「単純型沸騰軽水冷却水炉（Simplified BWR）」を設計した。
- 静的安全設計
- システム・機器の単純化
- 短い建設工期
- 自然循環炉心（再循環ポンプからもとに戻す）